# Maria Feodorovna (Sofia Doroteia de Württemberg)
Maria Feodorovna (Estetino, 25 de outubro de 1759 – Pavlovsk, 5 de novembro de 1828), nascida Sofia Doroteia de Württemberg, foi a segunda esposa do imperador Paulo I e Imperatriz Consorte da Rússia de 1796 até 1801.
Nascida Duquesa Sofia Doroteia de Württemberg, era filha de Frederico II Eugénio, Duque de Württemberg e sua esposa Frederica de Brandemburgo-Schwedt. Pertencia a um ramo cadete da Casa de Württemberg e cresceu em Montbéliard, recebendo uma excelente educação, bem à frente do seu tempo. Em 1776, quando o grão-duque Paulo (futuro Paulo I da Rússia) enviuvou de sua primeira esposa, Sofia Doroteia foi escolhida por Frederico II da Prússia, seu tio-avô materno, e pela imperatriz Catarina II da Rússia, como a candidata ideal para a segunda esposa de Paulo. Eles se conheceram em um jantar de estado em Berlim e seu casamento foi rapidamente arranjado.
Sofia Doroteia chegou a São Petersburgo em setembro de 1776, converteu-se à Igreja Ortodoxa Russa e adotou o nome de Maria Feodorovna. A cerimônia de casamento teve lugar em 26 de setembro. Apesar do caráter difícil de seu marido, Maria Feodorovna fez de seu casamento um sucesso. Durante o longo reinado de sua sogra, a imperatriz russa Catarina II, Maria e Paulo foram completamente excluídas de qualquer influência política, pois mãe e filho desconfiavam um do outro. Maria Feodorovna ficou do lado do marido e perdeu o carinho inicial que Catarina II tinha por ela. Paulo e Maria foram forçados a viver isolados em Gatchina, mas eram devotados um ao outro e tiveram dez filhos, incluindo: os czares Alexandre I e Nicolau I da Rússia, a Grã-duquesa Maria de Saxe-Weimar-Eisenach, a rainha Catarina de Wurttemberg e a rainha Ana dos Países Baixos.
Em 1796, seu marido ascendeu ao trono russo e, durante seu reinado de quatro anos, Maria Feodorovna teve uma grande e benéfica influência sobre seu marido. Na noite do assassinato de Paulo I, Maria Feodorovna pensou em imitar o exemplo de Catarina II e reivindicar o trono, mas foi dissuadida por seu filho. Durante o reinado de seus filhos Alexandre I e Nicolau I, Maria Feodorovna se retirou para Gatchina e Pavlovsk, mas manteve a posição feminina mais alta na corte. Esse costume de precedência da imperatriz-viúva sobre a esposa do monarca reinante foi introduzido por ela e era exclusivo da corte russa. Ela superou as esposas de Alexandre I e Nicolau I, pois exercia considerável influência sobre os filhos. Maria Feodorovna também administrou todos os estabelecimentos de caridade e teve uma renda considerável. Ela foi tratada com grande respeito por todos os seus filhos que procuraram a ela por conselhos. Sua morte em 1828 foi profundamente lamentada, tanto pela família imperial e seus sucessores, quanto pelo povo russo que a considerava uma imperatriz modelo.

## Início de vida

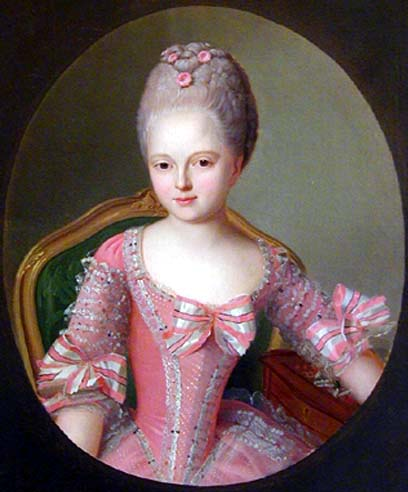
Maria Feodorovna em criança, 1770

Maria Feodorovna nasceu em Estetino, Prússia, no dia 25 de outubro de 1759 como Sofia Maria Doroteia Augusta Luísa de Württemberg. Era filha do rei Frederico II Eugénio, Duque de Württemberg, e da sua esposa, Sofia Doroteia de Brandemburgo-Schwedt. Recebendo o nome da sua mãe, Sofia Doroteia, como era conhecida dentro da família, era a mais velha de oito crianças, cinco rapazes e três moças Em 1769, quando tinha 10 anos, a sua família passou a viver oficialmente no castelo de Montbéliard, que na altura pertencia ao Ducado de Württemberg e hoje está em território francês. O seu irmão mais novo, Alexandre de Württemberg foi o primeiro membro da família a nascer lá. Montbéliard fazia parte de um pequeno ramo da Casa de Württemberg, à qual ela pertencia. Era também um centro cultural, frequentado por muitas figuras intelectuais e políticas conceituadas da época. A residência de verão da família localizava-se em Étupes.
A educação da princesa Sofia foi melhor do que era normal de acordo com os padrões estabelecidos na altura e ela seria uma amante fervorosa das artes durante toda a sua vida. Com 16 anos ela já falava alemão, francês, italiano e latim. Quando fez 17 anos, Sofia Doroteia era alta, bonita, com bochechas rosadas e uma personalidade alegre. Era forte e carinhosa, pensativa e ingénua. Tinha sido educada de acordo com a moda e costumes franceses, como era normal na época, mas com a simplicidade alemã. As virtudes familiares eram valorizadas acima de tudo.

## Casamento

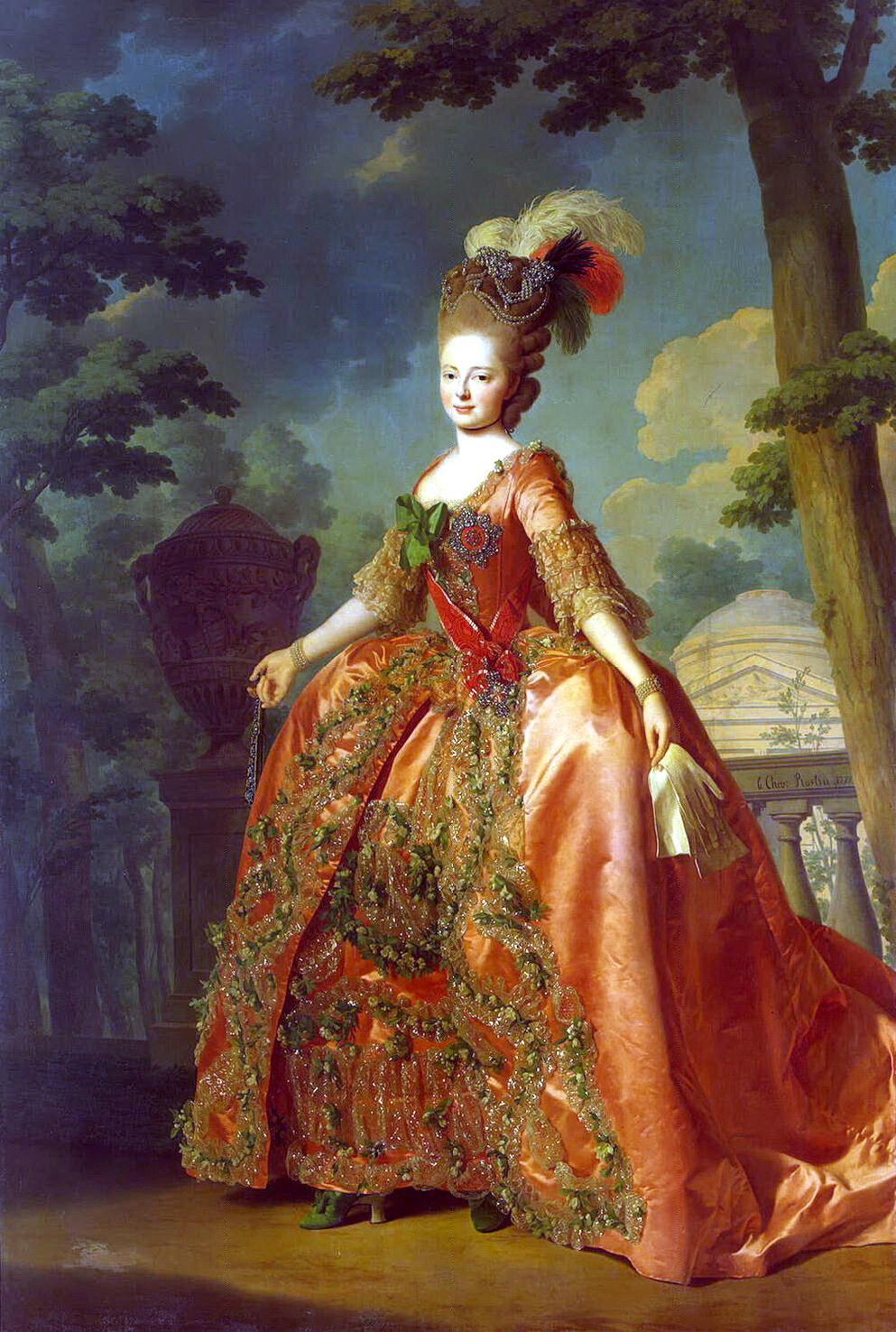
A grã-duquesa em 1777, por Alexander Roslin, no Hermitage.

Em 1773, Sofia Doroteia encontrava-se entre o grupo de princesas alemãs consideradas como possíveis consortes para o czarevich Paulo da Rússia, filho da imperatriz Catarina II. Contudo, Sofia de Württemberg ainda não tinha 14 anos quando a princesa Guilhermina Luísa de Hesse e Reno, uma princesa mais matura, foi escolhida para noiva do czarevich russo.
Sofia ficou noiva do príncipe Luís de Hesse, irmão da primeira esposa de Paulo, mas quando o jovem herdeiro ao trono ficou viúvo em 1776, o rei Frederico II da Prússia sugeriu-a como a candidata ideal para ser a segunda consorte de Paulo. O noivo de Sofia recebeu uma compensação monetária quando se rompeu o noivado. Sofia tinha 17 anos e estava encantada com a perspectiva de se tornar Imperatriz da Rússia. Quando a sua mãe lamentou o destino trágico de alguns monarcas russos, Sofia respondeu que a sua única preocupação era marcar a sua posição no novo país com sucesso o mais depressa possível.
Catarina ficou encantada com a ideia. A princesa de Württemberg partilhava com a sua futura sogra o mesmo tipo de educação e também o mesmo nome original e local de nascimento. Frederico II arranjou o casamento e convocou Sofia a Berlim onde Paulo se juntou a ela. Encontraram-se pela primeira vez num jantar de estado, dado em honra da sua chegada a Berlim. Sofia esta ansiosa para o agradar, sabendo que os gostos de Paulo eram sérios, chegando a ser questionada sobre Geometria durante a primeira entrevista. No dia seguinte, Sofia escreveu uma carta a uma amiga onde declarava que estava loucamente apaixonada. Paulo estava contente com a jovem princesa, tal como ela estava com ele. Penso que a minha pretendente é exactamente como tinha sonhado, escreveu Paulo à sua mãe, Ela é alta, bem-constituída, inteligente, ágil e não é tímida de todo. As primeiras impressões de Sofia, não foram menos entusiastas. Estou mais do que satisfeita, escreveu ela. Nunca, minha querida amiga, poderia estar mais feliz. O grão-duque não podia ser mais gentil. Sinto-me orgulhosa pelo meu querido noivo me adorar tanto e isso faz-me sentir muito, muito sortuda.
Nos inícios do outono, Sofia tinha-se apaixonado profundamente pelo seu futuro marido. Não consigo ir para a cama, meu querido e adorado príncipe, sem te dizer mais uma vez que te amo e adoro loucamente, escreveu ela a Paulo.
Pouco depois de chegar a São Petersburgo nesse mês de setembro de 1, Sofia converteu-se à Igreja Ortodoxa Russa, assumindo o título de Grã-duquesa da Rússia e o nome de Maria Feodorovna. O casamento realizou-se no dia 26 de setembro de 1776.

## Grã-Duquesa da Rússia
Paulo era bastante feio e tinha uma personalidade difícil, mas Maria Feodorovna estava completamente satisfeita com o seu destino. O meu querido marido é um anjo perfeito e eu amo-o até à loucura, escreveu ela a uma amiga. Maria nunca mudou os seus sentimentos em relação a Paulo e, apesar de tudo o que aconteceu mais tarde, apesar das dificuldades e do carácter tirânico do marido, ela amava-o verdadeiramente.
Pelo menos no inicio, Catarina II estava encantada com a sua nora, sobre quem escreveu a uma amiga: Confesso que estou apaixonada com esta encantadora princesa, mas literalmente apaixonada. Ela é exactamente aquilo que se pode desejar: tem a figura de uma ninfa, uma complexidade de rosa, a pele mais maravilhosa do mundo, é alta e bem-constituída. É generosa. A doçura, a gentileza e a inocência estão reflectidas no rosto dela. Contudo a relação entre as duas não demorou a deteriorar-se. Naturalmente, Maria ficou do lado do marido durante uma discussão entre ele e a imperatriz e as suas boas intenções de acalmar a situação apenas agravaram as diferenças entre elas.
Em dezembro de 1777, Maria deu à luz a primeira de dez crianças, o futuro czar Alexandre I. Apenas três meses depois, Catarina II levou o recém-nascido consigo para o educar à sua maneira sem a interferência dos pais. Quando o casal teve um segundo filho em abril de 1779, Catarina fez o mesmo. Esta decisão não agradou a Maria, uma vez que os pais apenas tinham apenas direito a visitar os filhos uma vez por semana.
Nos quatro anos que se seguiram o casal não teve mais filhos. Desprovida dos seus dois filhos mais velhos, Maria Feodorovna ocupou-se com a decoração do Palácio de Pavlovsk, um presente de Catarina para celebrar o nascimento do seu primeiro neto. Os esforços de Maria resultaram num dos mais impressionantes palácios de toda a Rússia.

## Personalidade

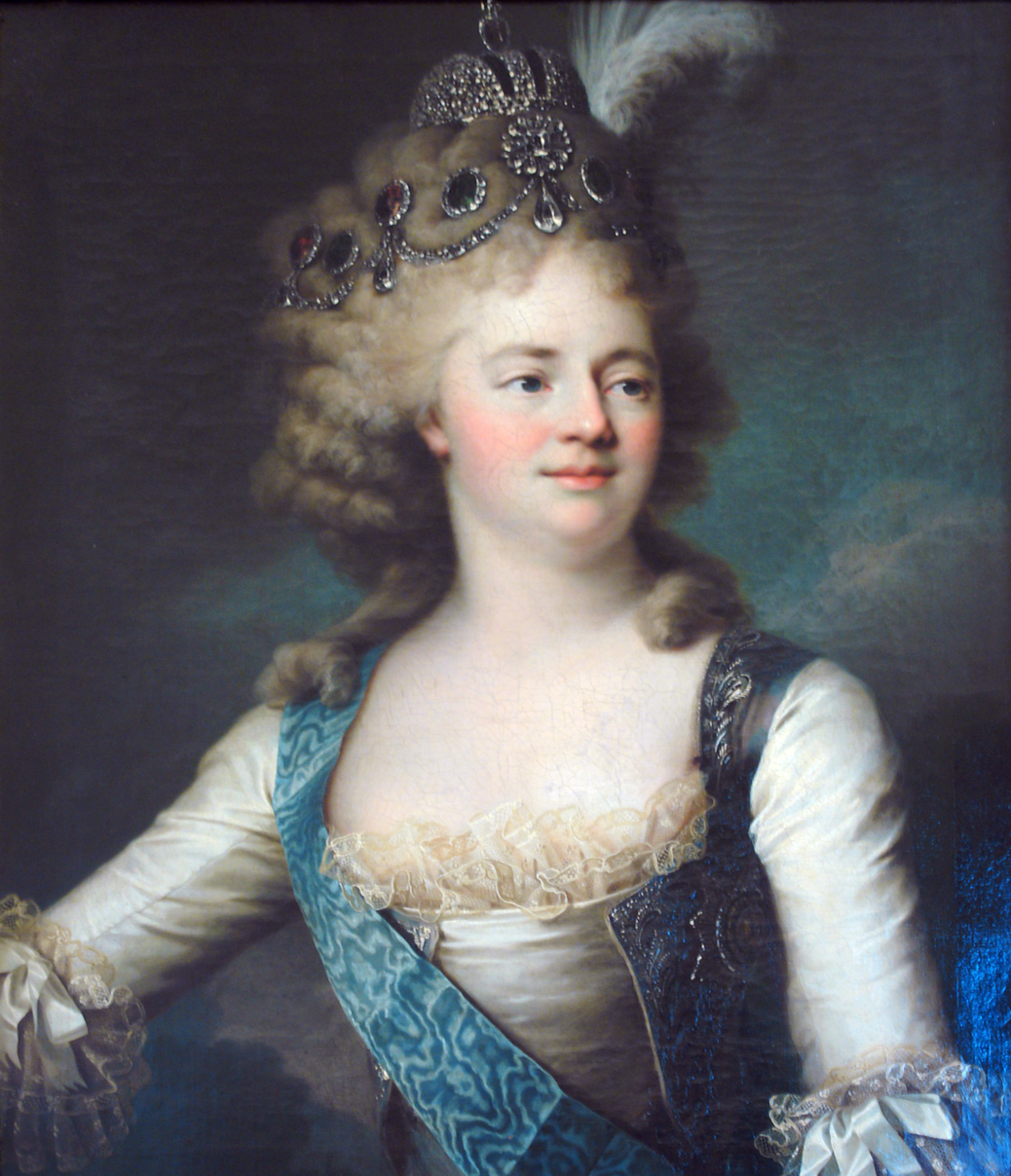
Maria Feodorovna, por Jean Louis Voilee

Maria Feodorovna não era uma grande beleza, mas era alta, viva, fresca, tinha uma visão egoísta do mundo e tinha uma inclinação para ser teimosa. A sua carruagem era indiscutivelmente imperial e ela adorava a pompa e cerimónia associadas com a vida da corte. Além disso tinha também gosto pelo esplendor e um apaixonado interesse pelas pequenas intrigas da corte. Era particularmente meticulosa com a sua posição na sociedade e estava preparada para passar o dia inteiro vestida formalmente sem descanso, colocando a mesma pressão nos seus serviçais, exigindo uma etiqueta implacável até na vida doméstica. Adorava a ordem e a regularidade. Ao contrário dos restantes Romanov, Maria era uma figura poupada, uma virtude rara numa princesa da época que tinha adquirido por vir de uma família grande que se encaixava num ramo menor da Casa de Württemberg.
O seu temperamento medido e a sua paciência eram úteis para lidar com um marido difícil e manter o seu casamento. Era também bastante fútil, não hesitando ficar com as roupas que pertenciam à falecida esposa do seu marido e chegando mesmo a disputar com as empregadas um par de chinelos que pertenciam à antiga grã-duquesa.
Maria cultivou as artes com grande entusiasmo, sem deixar sequer os trabalhos de agulhas para segundo plano. Ela tinha um talento especial para as aguarelas, dedicando-se também estilismo e criação de objectos em marfim e madeira que oferecia muitas vezes como presente. Era uma música dotada e uma grande especialista em horticultura, com uma paixão por flores e plantas. Em Pavlovsk formou um círculo de leitura, imitando o de Étupes, e organizava peças de teatro para o seu marido que gostava desse entretenimento. Além disto ela também encontrava tempo para se dedicar a grandes obras de caridade e instituições educativas. Estabeleceu o instituto para cegos em São Petersburgo e apoiou a carreira da artista cega, Charlotta Seuerling, cuja mãe salvou da ruína. Séria e determinada, orgulhava-se por ser mais inteligente do que a sua sogra, jamais perdendo a oportunidade de a ofuscar relatando os seus erros. Também gostava bastante de atacar os favoritos da Imperatriz, Potemkin e Marmonov.
Esperta, inteligente, decidida e energética, Maria Feodorovna era quase uma esposa perfeita e, durante muitos anos, Paulo seria um marido exemplar, profundamente apaixonado pela mulher com quem se casara.

## Digressão europeia
Paulo e Maria pediram autorização a Catarina II para viajar até ao Ocidente europeu. Em setembro de 1781, sob o pseudónimo de “o Conde e a Condessa Severny”, o herdeiro ao trono russo e a sua esposa lançaram-se numa viagem que durou 14 meses e os levou a Polónia, Áustria, Itália, França, Bélgica, Holanda e Alemanha. Paris foi a cidade que impressionou mais o casal. Na Áustria, José II comparou Maria Feodorovna com o seu marido, achando-a superior.
Durante a sua visita à Itália, o casal provou estar apaixonado, surpreendendo os seus companheiros de viagem quando Paulo não conseguiu parar de beijar publicamente a sua esposa. Quando o casal fazia a viagem de regresso a São Petersburgo, Maria foi até Württemberg para visitar os pais.
Em finais de 1782, regressaram à Rússia onde Maria dedicou as suas atenções ao seu palácio em Pavlovsk onde deu à luz sua primeira filha, Alexandra Pavlovna, depois de ter dois rapazes. Para celebrar o nascimento de Alexandra, Catarina ofereceu-lhes o Palácio de Gatchina que iria roubar as atenções de Paulo até ser chamado ao trono. Catarina II deixou os pais criarem as suas filhas.
Maria Feodorovna teve dez filhos: quatro rapazes e seis raparigas. A partir de então a casa imperial russa que consistia apenas de Paulo, foi alargada e transformada numa das maiores famílias imperiais europeias.

## Último ano com Catarina
Durante os longos anos do reinado de Catarina II, Maria e Paulo foram forçados a viver isolados em Gatchina com um pequeno rendimento. Permaneceram um casal devoto. Maria moderava os elementos extremos na personalidade do marido, tendo-o influenciado beneficamente. Ela continuou a embelezar Pavlovsk e a dedicar-se a trabalhos caridosos entre os seus habitantes. Dedicou-se a expandir o modesto salão literário e planeou ardentemente espectáculos teatrais, musicais e festas para a sua família e amigos. Ela própria era uma tocadora dedicada de cravo e adorava ler. Além disso manteve longos volumes de diários que relatavam a sua vida em pormenor. Contudo, cumprido o último desejo da mãe, Nicolau I queimou todos eles após a sua morte. Até a maioria das cartas que ela escreveu não sobreviveram, uma vez que ela pedia quase sempre que o seu destinatário as queimasse.
A relação próxima entre Paulo e Catarina Nelidova, uma das damas-de-companhia de Maria Feodorovna, foi o principal motivo para a primeira zanga no casamento. De acordo com Paulo, a sua ligação com Nelidova era profundamente intensa, mas apenas um amor platónico, apesar de tudo Maria ficou particularmente magoada, visto que ela tinha sido sua amiga. A sua relação com Nelidova tornou-se amarga durante muitos anos. Mais tarde, no entanto, ela começou a aceitar as palavras de Paulo de que a sua relação com a sua dama-de-companhia era apenas de amizade e, eventualmente reconciliou-se com ela e as duas chegaram a unir forças numa tentativa de controlar o temperamento cada vez mais neurótico de Paulo.

## Imperatriz da Rússia

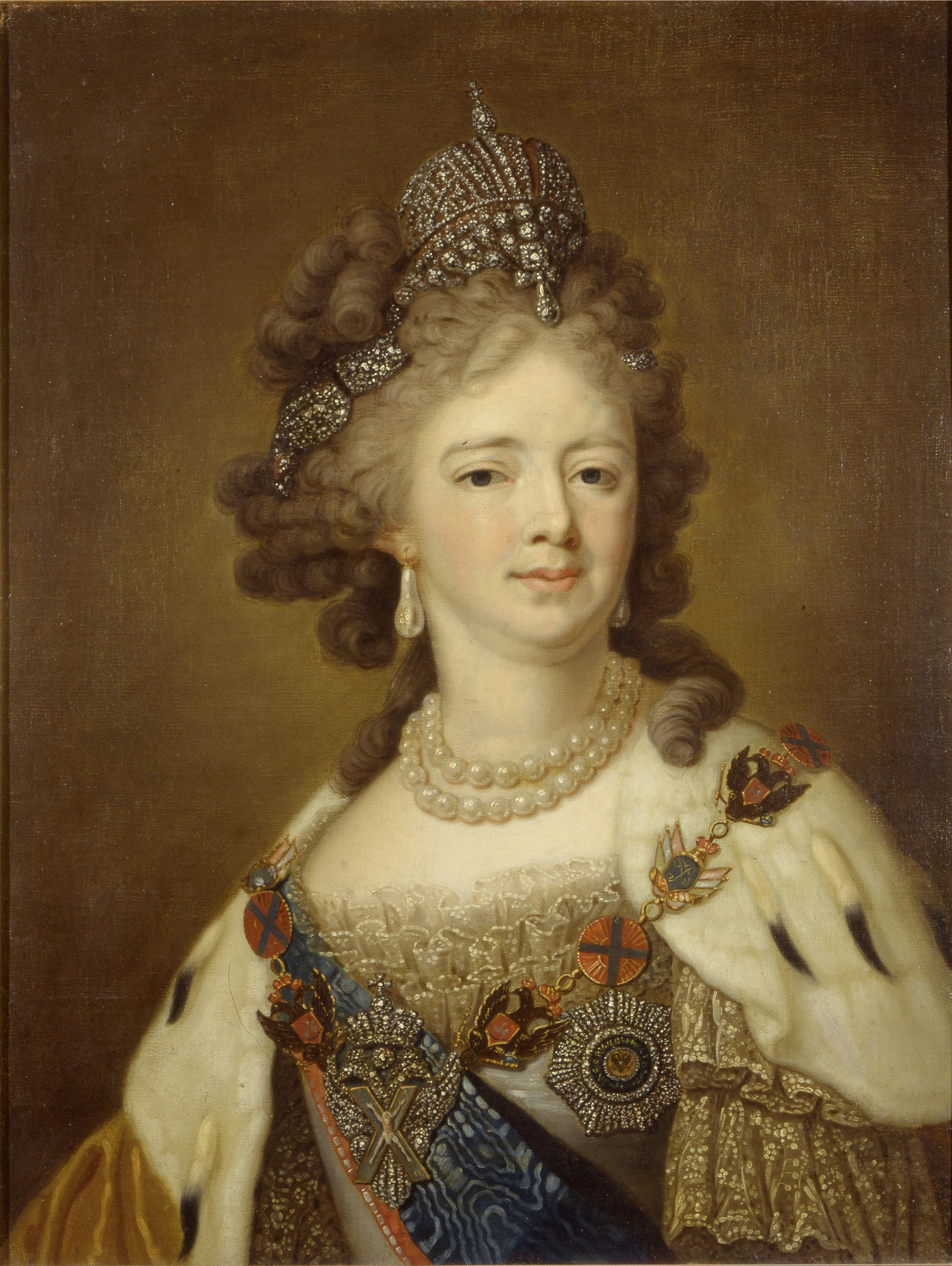
Maria Feodorovna, Imperatriz Consorte da Rússia

Após 20 anos a viver na sombra, a morte de Catarina II em 1796 permitiu a Maria Feodorovna obter o papel proeminente de imperatriz consorte. Durante a vida de Catarina, Maria não teve hipóteses de interferir nos assuntos de Estado, uma vez que o seu próprio marido estava excluído, mas com a sua ascensão ao trono, ela começou a entrar cada vez mais no mundo da política. A sua influência no marido era grande e, em geral, benéfica. Mesmo assim é possível que ela tenha abusado do poder para ajudar os seus amigos e prejudicar os inimigos.
Maria tinha um gosto excepcional. Os palácios de Gatchina, Czarskoe Selo, o Palácio de Inverno e o Hermitage foram decorados e mobilados de acordo com as suas instruções pessoais. Ela gostava de todo o tipo de artes e apoiou-as generosamente. A sua mais importante herança para a Rússia, no entanto, foi o estabelecimento das primeiras escolas para mulher, bem como um grande número de organizações caridosas que fundou por todo o império. Estas organizações existiram até à Revolução Russa de 1917. Como imperatriz, ela ajudou tanto quanto possível os seus parentes pobres, principalmente o seu irmão Alexandre de Württemberg que foi convidado a viver na Rússia.
Apesar de Paulo e Maria já não serem tão próximos como antes, permaneceram bastante chegados. A sua relação sofreu ainda mais nos últimos anos de vida de Paulo. Após Maria dar à luz o seu décimo e último filho em 1798, Paulo apaixonou-se por Anna Lopukhina de 19 anos e, desta vez, assegurou à esposa que o seu comportamento era irreprimível e de natureza paternal.
Paulo foi imperador da Rússia durante exactamente quatro anos, quatro meses e quatro dias, sendo assassinado no dia 12 de março de 1801, numa conspiração provavelmente levada a cabo pelo seu próprio filho mais velho, Alexandre I que o sucedeu no trono.

## Imperatriz Viúva

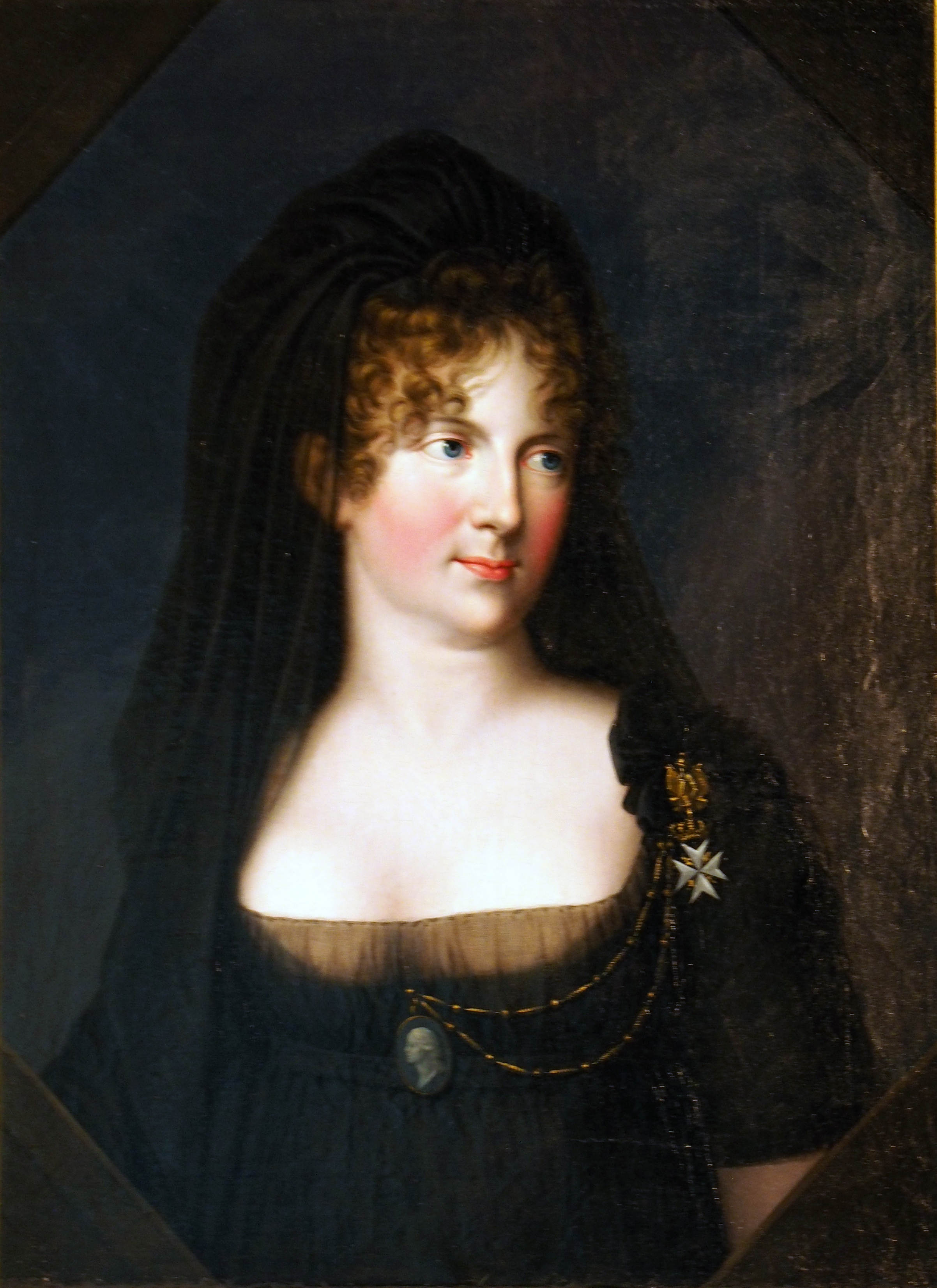
Maria Feodorovna como "Imperatriz Viúva"

Na noite do assassinato do seu marido, Maria Feodorovna tentou imitar o exemplo da sua sogra e auto-proclamar-se Imperatriz da Rússia defendendo que tinha sido coroada juntamente com Paulo. Foram precisos vários dias para que o seu filho Alexandre a conseguisse persuadir a desistir das suas ideias pelas quais ela não recebeu qualquer tipo de apoio. Durante algum tempo, sempre que o seu filho a ia visitar, a imperatriz viúva colocava um caixão entre eles que continha a camisa de dormir manchada de sangue que Paulo estava a usar na noite em que fora assassinado, como uma forma silenciosa de lhe mostrar que sabia o que ele estava implicado. Apesar de tudo, a relação manchada entre mãe e filho foi melhorando graças ao novo czar.
Maria Feodorovna tinha apenas 42 anos quando ficou viúva e manteve a principal posição feminina na corte. Em cerimónias publicas, nos desfiles ordenados de acordo com a posição na monarquia, era frequente Maria seguir ao lado do seu filho, deixando a sua nora, a imperatriz Isabel a caminhar atrás. A partir de então introduziu-se o costume de a mãe do imperador ter uma posição superior à da sua esposa, algo único na Europa. Isabel nunca guardou rancor da sogra por ter tomado a sua posição.
Maria não tinha apenas o lugar feminina mais alto do império, mas também continuava a gerir sozinha as suas instituições de caridade, controlava alguns bancos e gerava um rendimento considerável que lhe permitia viver grandemente. Os seus aposentos foram mobilados com riqueza e grande gosto. Perpetuando a tradição de Catarina, a Grande, Maria participava nas paradas com o seu uniforme militar. As suas festas eram elegantes e divertidas e ela aparecia sumptuosamente vestida, rodeada pelas suas damas-de-companhia e criados de quarto que contrastavam com a imperatriz, usando as suas simples roupas.
O futuro das suas filhas e a educação dos seus três filhos mais novos manteriam Maria ocupada durante os seus primeiros anos de viuvez. Ela era uma mãe boa e adorava os seus filhos e, apesar dos dois mais velhos terem sido criados pela avó, Maria sempre conseguiu manter uma relação próxima com eles, bem como todos os outros que continuaram sempre ligados a ela. O seu filho Alexandre deixou-a ter todo o controlo sobre os seus irmãos Nicolau I e o grão-duque Miguel. Maria Feodorovna tentou em vão eliminar o tipo de educação que os seus filhos mais velhos tinham tido com Catarina II daquela que ofereceu aos dois mais novos, no entanto não escolheu os melhores professores para o fazer. Quando todos os seus filhos cresceram, Maria manteve sempre a correspondência ávida com todos eles, mas mantendo-se ligeiramente distante.
A posição de importância da imperatriz viúva fez com que o seu palácio em Pavlovsk fosse visitado por grandes personalidades de São Petersburgo, mas as suas tentativas de ter mais influência política na política do filho não tiveram sucesso. Ela opôs-se veemente a qualquer tipo de consideração do filho para dialogar com Napoleão Bonaparte, mantendo a sua orgulhosa e categórica opinião. Quando o imperador francês se ofereceu para se casar com a sua filha mais nova, Catarina Pavlovna, Maria opôs-se fortemente. A sua corte era o centro do sentimento anti-napoleónico durante as Invasões Napoleónicas.

## Últimos anos
Mesmo após os cinquenta anos, ela manteve a sua personalidade jovem. De constituição robusta, ela viu ainda cinco dos seus dez filhos morrer antes dela, incluindo o seu filho Alexandre I e a sua esposa Isabel Alexeievna, assistiu à ascensão do seu filho Nicolau I ao trono e foi uma figura influente nos primeiros anos da educação do seu neto, o futuro czar Alexandre II. Morreu no dia 5 de novembro de 1828 aos 69 anos.

## Descendência

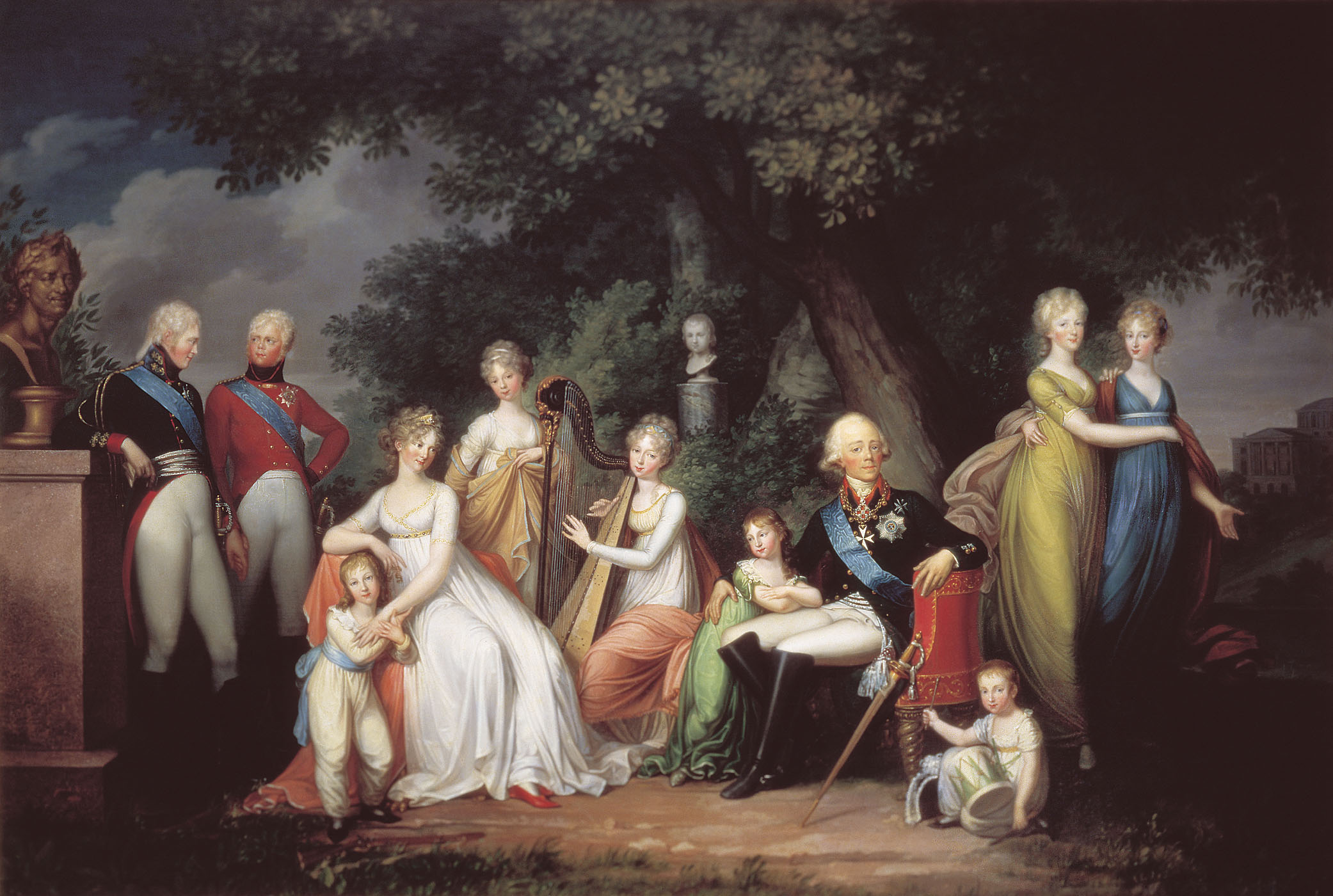
Família de Paulo I em 1800. Por Gerhard von Kügelgen.

| Com Paulo I da Rússia |                       |                         |                        |
|                       | Nome                  | Nascimento              | Morte                  |
| 1                     | Alexandre I da Rússia | 23 de dezembro de 1777  | 1 de dezembro de 1825  |
| 2                     | Constantino Pavlovich | 27 de abril de 1779     | 27 de junho de 1831    |
| 3                     | Alexandra Pavlovna    | 9 de agosto de 1783     | 16 de março de 1801    |
| 4                     | Helena Pavlovna       | 24 de dezembro de 1784  | 24 de setembro de 1803 |
| 5                     | Maria Pavlovna        | 16 de fevereiro de 1786 | 23 de junho de 1859    |
| 6                     | Catarina Pavlovna     | 10 de maio de 1788      | 9 de janeiro de 1819   |
| 7                     | Olga Pavlovna         | 22 de julho de 1792     | 26 de janeiro de 1795  |
| 8                     | Ana Pavlovna          | 18 de janeiro de 1795   | 1 de março de 1865     |
| 9                     | Nicolau I da Rússia   | 6 de julho de 1796      | 2 de março de 1855     |
| 10                    | Miguel Pavlovich      | 8 de fevereiro de 1798  | 9 de setembro de 1849  |